# 新窑站
新窑站是位于贵州省六盘水市六枝特区新窑镇]的一个铁路车站，邮政编码553401。车站建于1966年，有沪昆铁路下行线经过该站，现仅办理货运，不办理客运业务，车站及其上下行区间均已电气化。车站距离贵阳站166公里，隶属成都铁路局六盘水车务段，是五等站。
车站在株六复线建设期间新建那玉至花赖的上行线。新线通过长隧道大竹林隧道截弯取直，不经过本站。